# Comuna Sabarivka, Orativ
Sabarivka (în ucraineană Сабарівка) este o comună în raionul Orativ, regiunea Vinnița, Ucraina, formată din satele Divociîna și Sabarivka (reședința).

## Demografie
Componența lingvistică a satului Sabarivka
     Ucraineană (99,33%)
     Alte limbi (0,67%)
Conform recensământului din 2001, majoritatea populației satului Sabarivka era vorbitoare de ucraineană (99,33%), existând în minoritate și vorbitori de alte limbi.